# Juan Carlos De Seta
Juan Carlos De Seta (Lanús, Buenos Aires, Argentina, 28 de julio de 1930-ibídem, 21 de marzo de 1990) fue un actor cómico y animador argentino de extensa trayectoria en cine, teatro, radio y televisión.

## Carrera
Casi siempre con roles de reparto, Juan Carlos de Seta supo plasmar su talento y comicidad en diferentes papeles que interpretó tanto para el cine como para la escena y la pantalla chica por más de 30 años.
Su característica principal era una elocución rapidísima sin alteración de la articulación, lo que permitía un flujo vocal denso et límpido. Era la razón principal por la cual era frecuentemente solicitado para expresarse en intervenciones que necesitaban una abundante información sin pérdida de tiempo.
En la televisión gozó las mieles del éxito en la década del sesenta con La feria de la alegría, un programa familiar y de entretenimientos emitido por Canal 9 y conducido por Guillermo Brizuela Méndez, Colomba y Julio Vivar. También animó en 1963 el programa La pandilla de punto 9 que se emitió por Canal 9 a las 19 horas.
En la pantalla grande debuta en el film de 1970, Pasión dominguera, protagonizado por Jorge Porcel y dirigido por Emilio Ariño. Luego de más de una de decena de películas se retira en 1988 con Tres alegres fugitivos, junto a Juan Carlos Altavista, Carlos Balá y Tristán.
En radio hizo algunos radioteatros y condujo junto a la primera actriz cómica Nelly Beltrán el programa La tarde de todos.
El actor Juan Carlos de Seta falleció de un ataque al corazón el 21 de marzo de 1990. Sus restos descansan en el panteón de la Asociación Argentina de Actores del Cementerio de la Chacarita. Tenía 59 años de edad.

## Filmografía
- 1970: Pasión dominguera.
- 1973: Paño verde.
- 1974: El amor infiel.
- 1976: La aventura explosiva.
- 1976: El gordo de América.
- 1977: Jacinta Pichimahuida se enamora.
- 1979: Millonarios a la fuerza.
- 1979: Cantaniño cuenta un cuento.
- 1979: Vivir con alegría.
- 1980: Crucero de placer.
- 1980: Toto Paniagua, el rey de la chatarra.
- 1980: Sentimental (Requiem para un amigo).
- 1981: El bromista.
- 1981: Cosa de locos.
- 1983: Un loco en acción.
- 1983: El grito de Celina.
- 1985: Flores robadas en los jardines de Quilmes.
- 1986: Los bañeros más locos del mundo.
- 1988: Tres alegres fugitivos.[5]

## Radio
- 1944: Felipe, encabezado por Luis Sandrini, con dirección de Miguel Coronato Paz, junto a Antonio Carrizo, Mangacha Gutiérrez y Nelly Prono.
- 1956: El Club de los graciosos, auspiciado por Jabón Federal. Con Délfor Dicásolo junto a Osvaldo Canónico, Nina Nino, Mangacha Gutiérrez y otros destacados intérpretes.[6]
- ?: La tarde de todos

## Televisión
- 1960: La feria de la alegría.
- 1963: La pandilla de punto 9.
- 1966: Humorama
- 1969: Domingos 69.
- 1969/1970: La baranda.
- 1970: La foto.
- 1970: El tinglado de la risa.
- 1970: Domingo de fiesta.
- 1971/1973: Usted y Landriscina.
- 1972: Gran pensión El Campeonato.
- 1972: La cola del PRODE.
- 1973:" El Sangarropo" Politikabaret.
- 1974: Hoy función hoy
- 1980/1982: El Rafa.
- 1981/1982: Teatro de humor.
- 1982: El ciclo de Guillermo Bredeston y Nora Cárpena.
- 1985: De todo con Landriscina
- 1988: Feliz domingo, conducido por Silvio Soldán.
- 1990: Detective de señoras.[7]

## Teatro
- Nosotros, ellas y el duende (1968), presentada en el teatro Corrientes.
- Recuerdo del viejo Buenos Aires (1969)
- Decameron en San Telmo (1975), con Jovita Luna, Osvaldo Canónico y Gloria Raines.
- La nona (1977), de Roberto Cossa.
- Corrientes siempre Corrientes con Ubaldo Martínez, Nelly Beltrán, Diana Lupe, Julia Alson y Mario Sapag. En el Popea Show.
- Las de Barranco (1983), estrenado en el Teatro La Ribera.
- Dos mujeres para un marido (1984)
- La papa de Hortensia (1985)